# Sierpuchowskaja
Sierpuchowskaja (ros. Серпуховская) – stacja moskiewskiego metra linii Sierpuchowsko-Timiriaziewskiej (kod 142). Na stacji istnieje możliwość przejścia na stację Dobryninskaja linii okrężnej. Przez trzy lata pełniła funkcję stacji końcowej. Wyjścia prowadzą na ulice Bolszaja Sierpuchowskaja, Lusionowskaja i Striemiannyj Pierieułok.

## Konstrukcja i wystrój
Jednopoziomowa stacja typu pylonowego z trzema komorami i jednym peronem. Tematem przewodnim wystroju są historyczne miasta regionu moskiewskiego. Kolumny obłożono szarym marmurem i ozdobiono metalowymi panelami. Ściany nad torami pokryto białym marmurem. Po raz pierwszy zastosowano tutaj oświetlenie składające się z lamp ze światłowodami, służące jednocześnie za kierunkowskazy. Perony zostały oświetlone świetlówkami.